# Робиньо (игрок в мини-футбол)
Эде́лсон Ро́бсон дос Са́нтос (порт.-браз. Edelson Robson dos Santos, род. 28 января 1983, Ресифи, Пернамбуку, Бразилия), более известный как Робиньо (порт.-браз. Robinho) — бразильский и российский игрок в мини-футбол, выступающий за клуб «Торпедо». Экс-игрок сборной России по мини-футболу.

## Биография
Начал карьеру в родном городе за клуб «Спорт». Затем играл за команду «Банеспа», в составе которой стал двукратным чемпионом штата Сан-Паулу. После этого провёл короткий отрезок в клубе «Маринга́» из штата Парана́.
Робиньо приобрёл известность, выступая в Бельгии за шарлеруанский «Аксьон 21». Вместе с ним он выиграл несколько трофеев на внутренней арене, но наиболее значимой стала победа в Кубке УЕФА по мини-футболу 2004/05. Тогда бельгийский клуб сумел одолеть по сумме двух матчей российское «Динамо», а Робиньо отметился голом в первом поединке. По итогам сезона 2005/06 года Робиньо был признан лучшим игроком в мини-футбол в Бельгии, набрав 226 голосов в голосовании.
Летом 2006 года «Аксьон 21» потерял спонсора и будущее клуба оказалось под вопросом. Команду удалось сохранить, однако Робиньо уже перебрался в клуб российской Суперлиги — югорскую «ТТГ-Яву». Вскоре он стал одним из лидеров команды.
В конце 2009 года Робиньо вместе с одноклубником Эдером Лимой был вызван в сборную России по мини-футболу, в составе которой провёл четыре товарищеских матча, даже не имея российского паспорта.
В 2016 году он стал игроком московского «Динамо». Этот трансфер стал одним из самых громких в чемпионате России. За один сезон в клубе Робиньо завовевал свой второй чемпионский титул Суперлиги и суперкубок России.
Летом 2017 года подписал контракт с португальским мини-футбольным клубом «Бенфика». В составе клуба Робиньо за 5 сезонов сыграл 206 игр и забил 93 гола, выиграв также чемпионат и кубок Португалии.
В 2022 году перешёл в «Брагу». За «миньотов» Робиньо сыграл 62 матча и забил 42 мяча, завоевав с командой второй для себя кубок Португалии. Был признан лучшим игроком сезона 2022/23 в Португалии по версии портала Zerozero.
В середине 2024 года перешёл в «Крону/Жоинвили». За год в клубе выиграл Чашу и Суперкубок Бразилии, что позволило команде принять участие в розыгрыше Кубка Либертадорес 2025 года.
9 июля вместе с партнёром по нескольким клубам и сборной России Иваном Чишкалой перешёл в нижегородское «Торпедо».

## Достижения

### Международные
- Серебряный призёр Чемпионата мира по мини-футболу: 2016
- Серебряный призёр Чемпионата Европы по мини-футболу (3): 2014, 2016, 2022

### Клубные
- Обладатель Кубка УЕФА по мини-футболу (2): 2004/05, 2015/16
- Чемпион России (2): 2014/15, 2016/17
- Обладатель Кубка России: 2015/16
- Обладатель Суперкубка России: 2016
- Чемпион Португалии: 2018/19
- Обладатель Кубка Португалии (2): 2022/23, 2023/24
- Обладатель Кубка Лиги Португалии (3): 2017/18, 2018/19, 2019/20
- Обладатель Чаши Бразилии: 2024
- Обладатель Суперкубка Бразилии: 2025
- Чемпион Бельгии (2): 2004/05, 2005/06
- Обладатель Кубка Бельгии (2): 2004/05, 2005/06
- Обладатель Суперкубка Бельгии (2): 2004/05, 2005/06
- Чемпион штата Сан-Паулу (2)

### Личные
- Лучший игрок в Бельгии: 2005/06
- Лучший игрок Чемпионата Португалии: 2022/23